# Juan Bustamante de la Cámara
Juan Bustamante de la Cámara: Nacido en Alcalá de Henares en el siglo XVI, fue un gran naturalista y uno de los mayores expertos en lengua hebrea de su tiempo.
Ocupó la cátedra de Prima o principal (vacante por ausencia del doctor Juan Gómez) de la Universidad de Alcalá de Henares, de la que fue catedrático en Medicina y Filosofía. Su obra más conocida, publicada entre 1595 y 1620, es De animantibus Sanctae Scripturae ... que trata de los animales que aparecen en las  sagradas escrituras. Publicó también varios discursos en latín.